# SAY!チーズ〜笑顔になれるチーズの魔法
『SAY!チーズ〜笑顔になれるチーズの魔法』（セイチーズ えがおになれるチーズのまほう）は、2020年10月9日から2021年3月26日までTBSテレビで放送されていた料理番組である。全24回。「ミルクランド北海道」の単独提供。放送時間は毎週金曜22:54 - 23:00（JST）だが、『金曜ドラマ』拡大版などによってずれる事があった。

## 概要
チーズを使ったレシピを紹介する番組。

## 出演
- 森崎博之（俳優・TEAM NACSリーダー・北海道出身、2021年3月5日・12日・19日・26日） - 北海道応援団[1][2]

## ナレーター
- 大政絢（モデル・女優・北海道出身）[2]

## レシピ
| 回                                                       | 放送日         | レシピ                                          | 備考          |
| -------------------------------------------------------- | -------------- | ----------------------------------------------- | ------------- |
| 1                                                        | 2020年 10月9日 | 焼きカマンベールの月見リゾット                  |               |
| 2                                                        | 10月16日       | モッツァレラチーズのモザイクトースト            |               |
| 3                                                        | 10月23日       | カラフルチーズせんべい                          | 23:09より放送 |
| 4                                                        | 10月30日       | クリームチーズのパンプキンボール                |               |
| 5                                                        | 11月6日        | さけるチーズのフライパン春巻き                  |               |
| 6                                                        | 11月13日       | ベーコンとキャベツのモッツアレラトマト鍋        |               |
| 7                                                        | 11月20日       | マーブルアリゴ de カルツォーネ                  |               |
| 8                                                        | 11月27日       | クリームチーズのバスクチーズケーキ              |               |
| 9                                                        | 12月4日        | クリームチーズでごちそうサーモン                |               |
| 10                                                       | 12月11日       | クリスマス・メランゾーネ                        |               |
| 11                                                       | 12月18日       | ミルクプリン 即席イチゴジャム添え               |               |
| 12                                                       | 12月25日       | 万能チーズソースとグリル野菜                    | 23:09より放送 |
| （2021年1月1日は『ドリーム東西ネタ合戦2021』のため休止） |                |                                                 |               |
| 13                                                       | 2021年 1月8日  | マスカルポーネと白みそのポテたまグラタン        |               |
| 14                                                       | 1月15日        | ミニシカゴピザ                                  |               |
| 15                                                       | 1月22日        | クリームチーズのスタッフドバゲット              | 23:09より放送 |
| 16                                                       | 1月29日        | 磯の香りのミルクパスタ                          |               |
| 17                                                       | 2月5日         | フルーツティラミス大福                          |               |
| 18                                                       | 2月12日        | カッテージチーズのヘルシーカッテーサ            |               |
| 19                                                       | 2月19日        | タイム香るケーク・サレ                          |               |
| 20                                                       | 2月26日        | 揚げ出しモッツァレラ                            |               |
| 21                                                       | 3月5日         | 香ばしチーズとまるごと玉ねぎのクリーム煮        |               |
| 22                                                       | 3月12日        | 牛ヒレステーキ ブルーカマンベールチーズのソース |               |
| 23                                                       | 3月19日        | バナナと小豆のホットチェー                      |               |
| 24                                                       | 3月26日        | ゴロっとモッツァレラのスープカレー              | 23:09より放送 |

## ネット局
- HBC北海道放送（同時ネット）

## スタッフ
- プロデューサー：青柳朋子
- 演出：三國治
- サブディレクター：水野湧介
- 製作：TBS、TBS SPARKLE